# Cinéma marocain
 (juillet 2010).

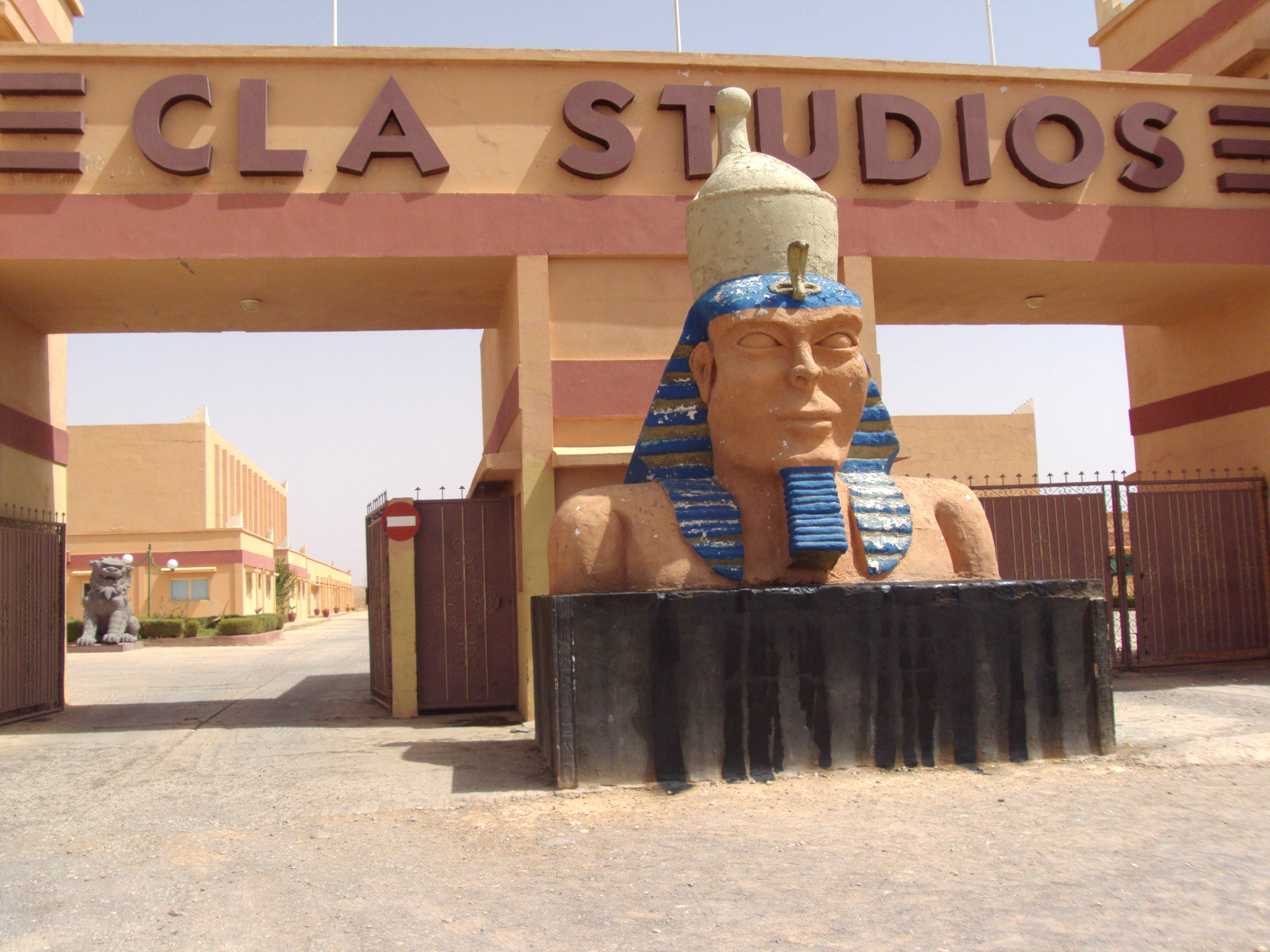
Cla Studios à Ouarzazate.

Le cinéma marocain regroupe à la fois les films, téléfilms et les productions cinématographiques produits au Maroc.

## Histoire
Le premier tournage au Maroc date de 1897, avec Le Chevrier marocain de Louis Lumière (no 1394 au catalogue Lumière), qui inaugure une tradition de tournages étrangers au Maroc, tradition qui perdure jusqu'à nos jours.
La diffusion de films au Maroc, avant 1939, relève pour l'essentiel du cinéma colonial français, à des fins à la fois de divertissement et de propagande.
Les premières structures de production apparaissent au Maroc en 1944 avec la création du Centre cinématographique marocain  et l'ouverture des studios et laboratoires Souissi à Rabat.
Les réalisateurs marocains sont peu nombreux jusqu'à l'indépendance du pays (1956) et, comme Mohamed Ousfour dans les années 1940, se limitant aux courts-métrages.
Le premier long métrage marocain est diffusé en 1958, réalisé par Mohamed Ousfour : Le Fils maudit. Le cinéma marocain met une dizaine d'années pour être reconnu avec le film Weshma (Traces) de Hamid Bénani en 1970, qui paraît juste après Vaincre pour vivre (الحياة كفاح) co-réalisé en 1968 par Ahmed Mesnaoui et Mohamed Tazi (qu'il ne faut pas confondre avec son homonyme Mohamed Abderrahmane Tazi) ou Soleil de printemps (1969) de Latif Lahlou.
À l'opposé d'autres cinémas d'Europe ou du Maghreb, l'État marocain a longtemps laissé son cinéma trouver par lui-même les moyens nécessaires à sa survie et son épanouissement national ou international, ce qui a créé un déséquilibre entre un cinéma commercial (souvent médiocre) et un cinéma esthétisant à public essentiellement élitiste. Malgré ces conditions difficiles, le cinéma marocain voit sa première sélection au festival de Cannes en 1978 (Alyam, Alyam d'Ahmed El Maânouni). Un autre film du même réalisateur, Transes, connait un immense succès populaire à sa sortie en 1981 et deviendra par la suite un film culte, puisqu'il sera le premier film restauré par la World Cinema Foundation et à ce titre, présenté au Festival de Cannes en 2007.
Au début des années 2000, la politique cinématographique du Maroc change, avec la création du Festival international du film de Marrakech, et la rénovation de l'industrie marocaine du film. Depuis, le cinéma marocain progresse et il est de plus en plus souvent sélectionné et/ou primé dans les festivals internationaux, ce qui encourage de plus en plus de jeunes à se lancer dans une carrière dans le Septième Art. Ce progrès sert également de référence au cinéma africain moribond.
Cette évolution récente du cinéma marocain est bénéfique pour l'expression de la culture et de l'imaginaire des Marocains dans une branche d'activité globalisée à l'échelle mondiale où le risque d'imiter le Cambodge, qui ne produit plus aucun film actuellement, guette de nombreux pays.
Quelques dates-clefs :
- 1907 : Félix Mesguich tourne à Casablanca un reportage sur les débuts de l’agression française contre le Maroc[4].
- 1919 : un premier film de fiction colonial en français Mektoub est produit par Jean Pinchon et Daniel Quintin avec Mary Harald Bogaerts[3].
- 1935 : construction du Cinéma Vox à Casablanca par Marius Boyer. D'une capacité de 2 000 places, c'est à l'époque le plus grand cinéma d'Afrique. Il est détruit dans les années 1970.
- 1944 : Création du Centre cinématographique marocain (CCM). Les studios et laboratoire Souissi sont ouverts à Rabat.

- 1958 : premier long-métrage marocain : Le Fils maudit de Mohamed Ousfour.
- 1968 : Premier Festival du film méditerranéen à Tanger. Le festival se tient aujourd'hui à Tétouan.
- 1970 : Film fondateur du cinéma marocain : Wechma, Traces de Hamid Bénani.
- 1978 : Alyam, Alyam d'Ahmed El Maanouni : premier film marocain en sélection officielle au Festival de Cannes 1978 - Un certain regard
- 1981 : Transes d'Ahmed El Maanouni, immense succès populaire à sa sortie, devenu film cultissime. C'est le film qui a impressionné le réalisateur Martin Scorsese qui le choisit 26 ans plus tard pour être le premier film à restaurer par la World Cinema Foundation. Martin Scorsese présente la version restaurée de ce film au Festival de Cannes 2007 - Cannes Classics.
- 1982 : Premier Festival national du film à Rabat.
- 1992 : Sortie de Un amour à Casablanca d'Abdelkader Lagtaâ, qui a connu un succès inédit et a été considéré comme le film ayant réconcilié le public marocain avec son cinéma[réf. nécessaire].

- 2001 : Première édition du Festival international du film de Marrakech.
- 2007 : Inauguration de la cinémathèque de Tanger.
- 2007 : Les Cœurs brûlés d'Ahmed El Maânouni : Grand Prix du Festival national du film à Tanger et Prix de la critique. Il remporte une douzaine de prix internationaux dont le Prix du meilleur réalisateur au Festival international d'Oran 2008 et le Prix de la meilleure image au Festival international de Dubaï 2007.

### Distribution
Le protectorat français au Maroc (1912-1956) avait établi une commission de censure sur les films distribués au Maroc. Ayant survécu à l'indépendance, cet organisme de régulation s’est occupé jusqu'aux années 1970 surtout de contrôler la distribution des films étrangers en raison d'une production nationale encore faible comparée à celle des pays francophones voisins. De ce fait, le Maroc a laissé le champ libre à d'autres cinémas concurrents qui se sont affirmés aisément auprès du public marocain ; aujourd'hui il doit lui faire face avec plusieurs années de retard. Il en est de même pour d'autres secteurs artistiques tel que la musique par exemple.
D'après une étude publiée par le cabinet Valyans Consulting à la demande du Centre cinématographique marocain (CCM), même si la production du cinéma au Maroc est abondante, les salles de cinéma ferment et 60 % des Marocains ne regardent pas de films. En 2008, le cinéma marocain a fêté ses 50 ans, l'occasion de faire le point sur ses défis et atouts futurs.

## Le Maroc et le cinéma

### Censure
Même après les réformes de modernisation politique des années 2010 (qui ont notamment amené la nouvelle constitution de 2011), la censure perdure au Maroc. Exodus: Gods and Kings de Ridley Scott a été censuré pour raisons religieuses par le parti islamiste le film a obtenu un second visa d'exploitation après suppressions de scènes ; alors que Much Loved de Nabil Ayouch a été censuré par le Ministère de la Communication marocain pour des scènes pornographiques, le film montrant des aspects de la prostitution au Maroc.
En juin 2022, le centre cinématographique marocain interdit la diffusion du film La Dame du Paradis après sa condamnation par le Conseil supérieur des oulémas ,.

### Le Maroc dans l'imaginaire cinématographique
Un certain nombre de films très célèbres, s'ils ont été tournés en Californie, font appel à l'image du Maroc, ou du moins à une vision d'un Orient romancé :
- En 1930, Cœurs brûlés (Morocco) de Josef von Sternberg réunit Marlene Dietrich et Gary Cooper.
- Quelques années plus tard, l'énorme succès de Casablanca (1942), avec Humphrey Bogart et Ingrid Bergman consacrant cette image à travers le monde.

### Filmographie marocaine
La liste suivante contient des films produits ou coproduits au Maroc: 
- Agadir Bombay
- Le Grand Voyage (1981) de Mohamed A. Tazi

- Un amour à Casablanca
- La Porte close
- Les Casablancais
- Poupées de roseau
- Les Beaux Jours de Shéhérazade
- Yasmine et les hommes
- Ali Zaoua prince de la rue
- La Plage des enfants perdus
- Les Anges de Satan
- Mémoire en détention
- L'Enfant endormi
- L'Ennemi intime
- Casablanca by night
- Le Grand Voyage  (2004)
- Casanegra
- Les Yeux secs
- Two Lakes Of Tears en 2009 du réalisateur Mohamed Hassini (film d'auteur)
- WWW. What A Wonderful World
- Traces (titre original : Wechma), de Hamid Bénani, 110 minutes, 1970 [10]
- Alyam, Alyam d'Ahmed El Maanouni, 80 minutes, 1978[10]
- Transes (Al Hal) d'Ahmed El Maanouni , 1981[10].
- Mektoub, de Nabil Ayouch, 95 minutes, 1997[10].
- Adieu Forain, de Daoud Aoulad-Syad, 90 minutes, 1998[10]
- Marock (franco-marocain), de Laïla Marrakchi, 98 minutes, 2004[10]
- Amours voilées (titre original : Hijab el Hob), de Aziz Salmy, 110 minutes, 2008[10]
- Tamazight Oufella, de Mohamed Mernich, 100 minutes, 2008[10]
- Le Regard
- Le Gosse de Tanger (El ayel) de Moumen Smihi, 2005
- Badis
- À la recherche du mari de ma femme, de Mohamed Abderrahaman Tazi, 88 minutes, 1994[10]

- Les Jardins de Samira, 2007
- La Marche des crabes (court métrage), de Hafid Aboulahyane, 28 minutes, 2009[10]
- La Mosquée, de Daoud Aoulad-Syad, 85 minutes, 2010[10]
- Les Oubliés de l'histoire, de Hassan Benjelloun, 105 minutes, 2009[10]
- Fissures, de Hicham Ayouch, 75 minutes, 2009[10]
- Ahmed Gassiaux, de Ismaël Saïdi, 80 minutes, 2010[10]
- Lalla Hobby, de Mohamed Abderrahman Tazi, 100 minutes, 1996[10]
- Les Cœurs brûlés (Al Koloub Al Mouhtariqua) d'Ahmed El Maanouni , 2007[10]
- Où vas-tu Moshé ? (Maroc-Canada), de Hassan Benjelloun, 90 minutes, 2007[10]
- En attendant Pasolini (titre original : Fi Ntidhar Pasolini), de Daoud Aoulad-Syad, 114 minutes, 2007[10]
- Femmes en miroirs : (titre original : Nissae fi maraya) Film de Sâad CHRAIBI, sortie le 8 mars 2011.
- La 5e Corde, de Selma Bargach, 98 minutes, 2011
- Road to Kabul, de Brahim Chkiri, Long métrage, 2012[10]

### Films étrangers tournés au Maroc
Si le Maroc est depuis toujours une terre d'accueil pour le cinéma étranger (Othello d'Orson Welles en 1952, L'Homme qui en savait trop d'Alfred Hitchcock en 1956,, ou Lawrence d'Arabie en 1962), c'est depuis les années 2000 que cette activité se développe vraiment, avec l'ouverture de studios de tournage aux normes internationales à Ouarzazate. Le Maroc occupe la seconde meilleure place du pourtour arabo-méditerranéen, après l'Egypte. Le nombre de ces productions est en croissance permanente, fléchissant seulement durant les périodes de crise.
Parmi les films tournés en totalité ou en partie au Maroc :
- Ali Baba et les Quarante Voleurs (1954)
- L'homme qui en savait trop (1956)
- Lawrence d'arabie (1962)
- Sodome et Gomorrhe (1962)
- Cent mille dollars au soleil (1964)
- L'Homme qui voulut être roi (1975)
- Le Message (1976)
- Banzaï (1983)
- Harem (1985)
- Le Diamant du Nil (1986)
- Tuer n'est pas jouer (1987)
- La Dernière Tentation du Christ  (1988)
- Un thé au Sahara (1990)
- Kundun (1997)
- Légionnaire (1998)
- La Momie (1999)
- Gladiator (2000)
- Spy Game, jeu d'espions (2001)
- Astérix et Obélix : Mission Cléopâtre (2002)
- La Chute du faucon noir (2002)
- Ce dont rêvent les filles (2003)
- Alexandre (2004)
- Kingdom of Heaven (2005)
- Babel (2006)
- La colline a des yeux (2006)
- La colline a des yeux 2 (2007)
- Mensonges d'État (2008)
- Prince of Persia : Les Sables du Temps (2010)
- Green Zone(2010)
- Les Chemins de la liberté (2010))
- Mission impossible : Rogue Nation (2015)
- 007 Spectre (2015)

La variété des paysages et de l'architecture, la lumière et ses nuances sont les principales raisons de cet engouement pour le tournage de films au Maroc.

## Industrie du film au Maroc
- Les horaires des films au Cinéma Megarama de Casablanca, le cinéma Megarama Marrakech, les bandes-annonces et les films à venir
- Le Maroc se dote d'une industrie du film[15].
- Activités cinématographiques marocaines

### Réalisateurs
On trouve au niveau national des réalisateurs qui ont donné leur lettres de noblesse : Hamid Bénani (Wechma, Traces, 1970), Souheil Ben Barka (Les mille et une Mains, 1974), Moumen Smihi (El Chergui ou le Silence violent, 1975), Ahmed El Maânouni (Alyam, Alyam, 1978 ; Transes (Al Hal), 1981; Les Cœurs brûlés, 2007), Jilali Ferhati (Poupées de roseau, 1981 ; La Plage des enfants perdus, 1991), Mustapha Derkaoui (Les beaux Jours de Shéhérazade, 1982) ; Farida Benlyazid (Une porte sur le ciel, 1988), Saâd Chraïbi (Chronique d'une vie normale, 1990), Mohamed Abderrahmane Tazi (Badis, 1989 ; À la recherche du mari de ma femme, 1993), Abdelkader Lagtaâ (Un amour à Casablanca, 1992 ; La Porte close, 1998), Hakim Noury (Le Marteau et l'Enclume, 1990), Hassan Benjelloun (La Fête des autres, 1990).
Ces dernières années, de jeunes réalisateurs ont révolutionné le cinéma marocain. Parmi ceux-ci, on peut citer des réalisateurs comme Nabil Ayouch ou Narjiss Nejjar, Faouzi Bensaïdi, Nour-Eddine Lakhmari, Laïla Marrakchi (son premier long métrage, Marock, est produit en 2004 et figure dans la section Un certain regard au Festival de Cannes 2005).
- Daoud Aoulad-Syad
- Nassim Abassi
- Alaa Eddine Aljem
- Hamza Azouzi
- Nabil Ayouch
- Hicham Ayouch
- Aiman Benslimane
- Selma Bargach
- Souheil Ben Barka
- Hassan Benjelloun
- Farida Benlyazid
- Hamid Bénani
- Meryem Benm'Barek
- Faouzi Bensaïdi
- Ahmed Boulane
- Brahim Chkiri
- Saâd Chraïbi
- Mustapha Derkaoui
- Abdelkrim Mohammed Derkaoui
- Hicham el Jebbari
- Youssef El Kettabi
- Ahmed El Maânouni
- Jilali Ferhati
- Ismaël Ferroukhi
- Leïla Kilani
- Abdelkader Lagtaâ
- Latif Lahlou
- Nour-Eddine Lakhmari
- Hassan Legzouli
- Laïla Marrakchi
- Mohamed Mernich
- Mohamed Mouftakir
- Saïd Naciri
- Othman Naciri
- Narjiss Nejjar
- Swel et Imad Noury
- Hakim Noury
- Mohamed Ousfour
- Abdelmajid R'chich
- Ismaël Saidi
- Aziz Salmy
- Moumen Smihi
- Mohamed Abderrahmane Tazi
- Maryam Touzani
- Mohamed Ulad-Mohand

### Festivals de cinéma
De nombreux festivals sont organisés au Maroc :
- Le Festival international du film de Marrakech, créé en 2001, est l'évènement cinématographique le plus important du royaume,
- Le Festival national du film, créé en 1982, à Tanger depuis 2005
- Le Festival national du Cinéma éducatif, Fez, depuis 2001[17],[18],
- Le Festival du court-métrage méditerranéen de Tanger, créé en 2002
- Le Festival Cinéma et Migration d'Agadir, créé en 2004
- Le Festival du Monde Arabe du Court-métrage d'Azrou et Ifrane, créé en 1998
- Le Festival du film africain de Khouribga, créé en 1977
- Le Festival international de cinéma d'animation de Meknès (FICAM)[19].
- Le Festival international du film de femmes de Salé, créé en 2004
- Le Festival international du film méditerranéen de Tétouan, créé en 1985
- Le Festival du cinéma marocain de Sidi Kacem, créé en 1996
- Rencontre internationale du cinéma transsaharien de Zagora, créée en 2004
- Le Festival du film documentaire d'Agadir
- Le Festival international du court métrage de Tiznit[20]
- Le Festival international du cinéma d'auteur de Rabat
- Festival national du court-métrage amateurs de Chefchaouen, créé en 2009
- Festival international de Taroudannt du court métrage primé du grand prix créé en 2016.

### Les structures nationales

#### Syndicats et organisations de professionnels
Le Centre cinématographique marocain est le principal acteur dans l'activité cinématographique au Maroc. La plupart des autres acteurs sont regroupés en chambres syndicales dont les principales sont les suivantes :
- Chambre Marocaine des Salles de Cinéma
- Chambre Marocaine des distributeurs de Films
- Chambre Marocaine des Producteurs de Films
- Union des Réalisateurs Auteurs Marocains
- Chambre Nationale des Producteurs de Films
- Chambre Marocaine des Techniciens de Films
- Syndicat National des Techniciens du Cinéma et l'Audiovisuel
- Syndicat National des Professionnels du Cinéma au Maroc
- Chambre Marocaine des Distributeurs de Films et Programmes Audiovisuels
- Fédération nationale des ciné-clubs au Maroc

#### Studios d'enregistrement
- studios ATLAS (Ouarzazate)
- studios KAN ZAMANE
- studios CINEDINA (Soualem)
- studios ESTER ANDROMEDA
- CLA Studio (Ouarzazate)
- studio CINECITTA (Ouarzazate)
- Studios Marocains[21]

#### Écoles du cinéma
Le Maroc dispose de trois grandes écoles du cinéma :
- l'École supérieure des arts visuels de Marrakech (ESAVM) ;
- l'Institut spécialisé dans le métiers du cinéma (ISMC) à Ouarzazate[23] ;
- l'Institut supérieur des métiers de l'audiovisuel et du cinéma (ISMAC) à Rabat.

## Comédiens

### Du Maroc
- Latefa Ahrrare
- Driss Aït Jimhi
- Hussein Aït Jimhi
- Sanaa Akroud
- Morjana Alaoui
- Sanâa Alaoui
- Said Amel
- Amal Ayouch
- Sanâa Alaoui
- Rachid Benhaissan
- Faouzi Bensaïdi
- Assaad Bouab
- Younes Bouab
- Anas El Baz
- Hassan El Fad
- Rachid El Ouali
- Zineb Ennajem
- Sofia Essaïdi
- Amal Essaqr
- Noureddine Ettaouil
- Kenza Fridou
- Nadia Kounda
- Sadiaa Ladib
- Fatym Layachi
- Khalid Maadour
- Mohammed Majd
- Mohammed Marouazi
- Amine Nasseur
- Driss Roukhe
- Ahmed Saguia
- Karim Saidi
- Maryam Touzani
- Rachid Alaoui

### De la diaspora marocaine
- Amidou
- Souad Amidou
- Lubna Azabal
- Rachid Badouri
- Jamel Debbouze
- Mustapha El Atrassi
- Arié Elmaleh
- Gad Elmaleh
- Rachida Khalil
- Hicham Nazzal
- Sarah Perles
- Ahmed Sagui
- Saïd Taghmaoui
- Roschdy Zem

### Films et acteurs marocains primés ou sélectionnés
- Un amour à Casablanca, de Abdelkader Lagtaâ
  - 1991 : prix du meilleur montage au 3° Festival national du film à Meknès (1991)
- Face à face, de Abdelkader Lagtaâ
  - 2007 : Les Prix de la Critique et de la Presse au 7° Festival national du film à Oujda (2003)
- Transes, de Ahmed El Maânouni
  - 1981 : Prix de l'École supérieure d'études cinématographiques (ESEC), Cannes 1981[réf. nécessaire]
  - 1982 : Prix du public au premier festival national du film à Rabat
  - 2007 : Premier film choisi et présenté par Martin Scorsese pour inaugurer la World Cinema Foundation, Cannes Classics 2007
  - Sélectionné à Londres (Royaume-Uni), New York (USA), San Francisco (USA), Edimbourg (Royaume-Uni), Taormina (Italie).
- Alyam, Alyam, de Ahmed El Maânouni
  - 1978 : sélection officielle au festival de Cannes, Grand prix du festival de Mannheim (Allemagne), Prix internationaux à Carthage (Tunisie), Ouagadougou (Burkina Faso) , Taormina (Italie), Namur (Belgique), Locarno (Suisse), Damas (Syrie), Bombay (Inde), Sydney (Australie), Londres (Royaume-Uni), Los Angeles (USA), Chicago (USA).
- Le Grand Voyage, de Ismaël Ferroukhi
  - 2004 : Prix Luigi de Laurentiis du Meilleur premier film à la Mostra de Venise.
- Marock, de Laïla Marrakchi
  - 2005 : sélection dans la section Un certain regard au Festival de Cannes 2005.
- Les Cœurs brûlés , de Ahmed El Maânouni
  - 2007 : Grand Prix, Prix de la critique et Prix du Meilleur Son du Festival national du film (Maroc), Prix de la Meilleure Photographie du Festival international du film de Dubaï, , Prix de Bronze du Festival du film de Damas (Syrie), Prix Spécial du Jury et Prix du Public du Festival Méditerranéen du film de Tétouan (Maroc)
  - 2008 : Prix du Meilleur Réalisateur au Festival international du film arabe d'Oran (Algérie).
- Les Chevaux de Dieu, de Nabil Ayouch
  - 2012 : Prix François Chalais au Festival de Cannes 2012.
- Transes, de Ahmed El Maanouni
  - 2013 : Édition DVD dans le coffret de la World Cinema Foundation chez The Criterion Collection aux États-Unis.
  - 2013 : Édition DVD dans le coffret de la World Cinema Foundation chez Eurekavideo the Masters of Cinema Series au Royaume-Uni.

- Actrice Latefa Ahrrare
  - 2002 : Prix du meilleur second rôle féminin au festival international de cinéma d’Alexandrie (Égypte).
  - 2003 : Prix du meilleur second rôle féminin au Festival national du film à Oujda (Maroc).

- Actrice Loubna Abidar

2016 : nomination au César de la meilleure actrice à paris
- Acteur Saïd Taghmaoui
  - 1996 : Nommé pour le César du meilleur espoir masculin pour La Haine de Mathieu Kassovitz.
  - 2000 : Lauréat du prix du meilleur court métrage aux Mannheim-Heidelberg International Filmfestival avec Ali Zaoua, prince de la rue (2000), de Nabil Ayouch
  - 2008 : Nommé pour le prix du meilleur espoir (Best Breakthrough Performance) aux Black Reel Awards avec Trahison, de Jeffrey Nachmanoff

- Acteur Roschdy Zem
  - 2006 : prix d'interprétation masculine au festival de Cannes pour Indigènes collectivement avec les autres interprètes principaux du film.

## Le cinéma dans les médias

### Internet, Web-TV, Web-cinéma
En Occident de nombreux fournisseurs d'accès Internet haut débit, proposent à leurs clients la possibilité de visualiser des films à la demande. De plus, des sites commerciaux proposent le même type de produits. À ce jour, tout ceci n'existe pas encore au Maroc.
Cependant il y a quelques sites web officiels consacrés aux actualités cinématographiques et listes de films en projection sur le territoire national.

### Émissions télévisées sur le cinéma
- L'émission Ciné-Jeudi présentée par Ali Haasan sur la 1re chaîne de 1991 à 2013
- L'émission Marrakech Express sur la chaîne 1
- La chaîne thématique Aflam TV, chaîne 7 sur la TNT

### Presse écrite
- 1980 : Création par le critique de cinéma Hamid Nahla d'Al-Bayane cinématographique (البيان السينمائي) qui sera le premier supplément d'un journal marocain en arabe entièrement consacré au cinéma.

### Magazines spécialisés
- CineMag, premier magazine du cinéma et de l'audiovisuel au Maroc; Sophie Hafida LOTFI : directrice de la revue

## Compléments

### Du théâtre au cinéma
De nombreux comédiens ayant fait leurs armes au théâtre se dirigent vers le cinéma. Le va-et-vient entre cinéma et théâtre étant très fréquent, ces deux éléments sont indissociables.
- Article du ministère de la Culture du Maroc sur le théâtre[24]
- État des lieux du théâtre marocain[25]
- Activités théâtrales du Maroc[26]

### Le déclin de la fréquentation
Malgré un développement de la production nationale et des multiplexes de type Megarama, la fréquentation des cinémas au Maroc est en déclin constant. Cela est notamment dû à la fermeture ou l'abandon de la plupart des cinémas de quartiers,
.